# 김광신 (목사)
김광신(1935년 1월2일 –2022년 5월25일)은 대한민국의 목사이다. 또한 그레이스 미니스트리스 인터내셔널(GMI)의 총재이며 이 기구와 은혜한인교회, 서울은혜교회를 통하여 옛 소련지역, 아프리카, 중국, 베트남, 남미 등에 9천 여개의 교회를 세워 미국의 선교 2, 3위 교회의 합보다 두 배 더 많은 사역을 하였다. 국내보다는 국외에서 더 알려진 목회자이다. 김광신 목사는 1982년 이래 미국 은혜한인교회의 담임목사였으며 2004년 이후에는 서울은혜교회를 개척하여 담임목사로 사역했다. 웹사이트 주소는 kimkwangshin.com

## 가족과 교육
김광신은 경상남도에서 4대째 기독교 집안의 가정에서 태어났다. 마산고등학교와 서울대학교 영문학과를 졸업하였다. 숙명여자고등학교등에서 11년 동안 교편을 잡았으며 후일 미국으로 도미후 사업가가 되어 남가주 바닷가의 수백만불짜리 저택에 살며 세상적으로 부러울것없는 소위 세상적으로 '성공'한 사람이 된다. 암에 걸렸다 치유받는 경험을 한 동서의 전도와 기도로 하나님을 인격적으로 만나게 되면서 모든 삶의 목적이 하나님께 맞추어지고 사업체와 집을 팔아 모두 하나님께 바치고 42살의 나이에 탈봇신학교에 입학하여 하나님의 종이된다. 이후 '율법과 복음'이라는 간증과 어우러진 성경공부가 성령님의 역사하심으로 회오리바람같은 복음의 산증인으로 35년을 마라톤 달리듯 이시대의 사도바울과 같은 전도자의 길을 달려가있다.

## 사역
사업으로 한창 성공가도를 달리던 김광신은 동서의 적극적인 전도를 계기로 마흔 두살의 나이에 진정으로 하나님을 만나 사업을 접고 미국 10대 신학교의 하나인 탈봇 신학대학교 목회학석사과정 (Talbot School of Theology)에 입학하면서 목회자의 길로 들어섰다.

### 선교 사명
김광신 목사는 교회의 첫째 사명이 하나님을 섬기는 것이고 그 외 교회의 사명이 없다고 한다면 교회가 굳이 지상에 있을 이유가 없을 것이라고 한다. 그러므로 교회가 지상에 있는 것은 전도와 선교를 위해서라고 그는 말한다. 믿는 자녀에게 영혼 구원의 사명을 담당하여 상급을 받게 하기 위해 하나님의 손발이 묶여있다는 성령의 말씀을 듣고 김광신 목사는 선교에 헌신하기로 하였다고 한다. 예수가 예루살렘을 보고 눈물을 흘린 것도, 자신의 몸 된 교회를 세우기 원하신 것도 영혼 구원을 위함이었다고 그는 말한다.
'하나님의 지상명령을 수행하는 교회'를 은혜교회의 사명으로 삼고 있는 것에서 볼 수 있듯이 김광신 목사와 은혜교회는 전도, 특히 해외선교에 전력투구하고 있다. 교회 예산의 절반 이상을 해외선교에 쓰고 있는 사실은 이 점을 잘 보여준다.
김광신 목사는 한국민족이 로마-영국-미국의 뒤를 이어 하나님의 사명을 담당해야 한다고 밝힌다. 그는 하나님이 한국에 초대형 교회를 허락하신 것은 이민족 선교를 위해서라고 말한다. 소형 교회로는 엄청난 선교의 사명을 감당하기에 벅차기 때문이다.
한국 기준으로 소형 교회인 은혜한인교회와 김광신 목사가 총재로 있는 그레이스 미니스트리스 인터내셔널(GMI)은 <북파공작원에서 선교사로> 책을 낸 김태원 목사를 미국 은혜한인교회의 1호 선교사로 파송한 것을 시작으로 2006년 기준으로 250여 명의 선교사를 50여개국에 파송하였는데 이미 몇 해 전 피터 와그너 등이 실시한 조사에서 은혜한인교회는 미국인 교회를 포함한 미국 내 존재하는 모든 단일 교회 중 가장 큰 규모의 선교를 하고 있었다. 한국인 교회 은혜한인교회의 선교 규모가 미국 내 2위와 3위를 합한 것의 두 배가 넘어 미국 교계에 충격을 주기도 하였다.

### 선교 전략
김광신 목사와 은혜교회, 그레이스 미니스트리스 인터내셔널은 지역에 따라 특색있는 차별화 선교 전략을 수립하였다. 예컨대 러시아에서는 러시아정교회와 개신교의 갈등을 피해, 밀도 있는 단기코스 신학교를 세웠으며, 95%의 개신교 목사가 신학교를 졸업하지 못하고 80%의 목사가 초등학력밖에 가지지 못한 남미에서는 목사들을 재교육하는 신학교를 세웠다. 논증적이고 따지기 좋아하는 일본에서는 “율법과 복음”이라는 전도 교재를 만들고 또 분산보다는 지역밀집을 통한 성장 전략을 채택하였다. 종교탄압이 심한 중국에서는 동공, 가정교회를 만들어 선교하는 전략을 세워 큰 결실을 맺었다. 옛 소련지역에 2천여 교회 아프리카에 3천여 교회, 중국에 3천여 교회 베트남에 천 여 교회, 남미에 다수의 교회를 세웠다. 1994년 러시아에서 은혜교회를 통해 전도한 만 이천여명의 러시아, 러시아 인접 국가 크리스쳔이 모여 그레이스 페스티벌이라는 대규모 행사를 갖기도 하였다.
2007년 GMI 선교사 훈련원을 개원하여 2011년 기준으로 1기 43명, 2기 19명, 최근 3기 15명까지 77명의 졸업생을 배출하였으며, 2기까지 62명의 졸업생중 41명이 선교사로 파송되었다.

### G12
김광신 목사는 G12를 통한 교회 성장 전략을 채택하고 있다. 이는 일명 “야구장 접근법(Basket Operation)”을 통해 현실화되는데 오이코스전도, 은혜의 만남, 일대일 제자양육, 사랑의 불꽃, 은사발견 세미나, 부목자 세미나, 은혜와 자유, 지도자 대학의 과정이 있다.
이렇게 신자들을 양육하는 데 체계화된 프로그램이 있는 이유는 “사과 하나에는 몇 개의 씨앗이 있는지 셀 수 있지만 씨앗 하나에는 몇 개의 사과가 있는지 모른다”고 하는 김광신 목사의 말에서 찾을 수 있다. 즉, 그에게는 평신도가 담당할 사명의 크기를 결코 속단해서는 안 된다는 믿음이 있다.

### 사랑의 불꽃
트레스 디아스(Tres Dias)라고도 알려진 “사랑의 불꽃”은 3박 4일간 진행되며, 순복음교회, 온누리교회, 만나교회, 두레마을 등 여러 한국교회에서 받아들여 진행하고 있다. 미국의 사랑의 불꽃 잔치(GTD)에는 한 번에 백여 명이 하는 행사에 2천 명이 신청해 몇 년을 기다려야 하는 일이 있기도 했다. 참가비는 2006년 기준 20만 원, 대학생 사랑의 불꽃 잔치는 10만 원이다. (2011년 기준으로 일반인 참가비 25만원)
2006년 기준으로 미국 GTD 129기, 한국 GSGL 71기, 유럽 (EGL) 38기를 비롯해 도미니카, 대만, 하바롭스크, 뉴질랜드, 스페인, 아프리카, 이루크츠크, 볼고그라드, 사할린 등에서 은혜교회주관의 사랑의 불꽃행사가 진행되고 있다. 사랑의 불꽃 행사에는 목회자도 많게는 수십 명씩 참석하는데 특히 2006년 4월에는 스페인에서는 스페인인 목회자 70여 명이 이 행사에 참석해 유럽 선교의 문이 열리고 있다.
2011년 12월 기준으로 GTD 157기, 한국 GSGL 94기, 유럽 EGL 57기를 비롯 오스트리아, 이스라엘, 페루, 인도, 캄보디아 등지에서도 TD를 진행하고 있으며, 2011년 8월에는 새터민들을 대상으로 하는 은혜동산 1기를 연천 선교사 훈련원에서 진행하였다.
2013년 10월 기준으로 GTD 166기, 한국 GSGL 101기와 2014년 2월4일에는 연천 선교사훈련원에서 은혜동산 5기를 진행할 예정이다.

## 참고 자료
- <선교하는 교회> 하나님의 지상명령을 수행하는 서울은혜교회, 김광신 목사 <선교타임즈>
- 선교사 훈련원 세운 김광신 목사 “선교는 기도이자 전쟁… 순교 각오해야” <국민일보>
- GMI 선교 세계선교 <GODpeople>
- 북파공작원에서 선교사로 - 김태원 저
- <신사도 교회들을 배워라>(The New Apostolic Churches) Dr.피터 와그너 편저 Dr.홍용표 옮김